# Odznaka „Za zasługi dla więziennictwa”
Odznaka „Za zasługi dla więziennictwa” – polskie resortowe odznaczenie ustanowione 22 lipca 2022 i nadawane przez ministra sprawiedliwości od 3 marca 2023. 
Ta odznaka zastąpiła nadawaną od 1996 roku odznakę „Za zasługi w pracy penitencjarnej” (o takim samym wyglądzie), która uprzednio zastąpiła nadawaną od 1983 roku odznakę „W Służbie Penitencjarnej”, która wcześniej zastąpiła nadawaną od 1959 Odznakę Wzorowego Funkcjonariusza Służby Więziennej.

## Zasady nadawania
Odznaka „Za zasługi dla więziennictwa” jest nadawana funkcjonariuszom lub pracownikom wyróżniającym się
szczególnymi osiągnięciami w służbie lub pracy i może być nadana również innym osobom. Jej poprzedniczka - odznaka „Za zasługi w pracy penitencjarnej” - mogła być nadana funkcjonariuszom lub pracownikom Służby Więziennej wzorowo wykonującym zadania służbowe, przejawiającym inicjatywę w służbie lub pracy, wyróżniającym się konkretnymi wynikami przy wykonywaniu zadań służbowych oraz wykonującym zadania wymagające szczególnie dużego nakładu pracy w warunkach szczególnie utrudnionych, a także funkcjonariuszom lub pracownikom, którzy dokonali czynu świadczącego o szczególnej odwadze lub męstwie. Odznaka mogła być nadana także innej osobie, która okazała bezpośrednią pomoc jednostkom organizacyjnym Służby Więziennej.
Odznaka „Za zasługi dla więziennictwa”, jak dotychczas jej poprzedniczka, dzieli się na trzy stopnie, które nadawane są z zachowaniem kolejności. W szczególnie uzasadnionych przypadkach dopuszcza się odstępstwo od tej zasady. Odznaka może być też nadawana pośmiertnie.

## Opis odznaki
Odznaka „Za zasługi dla więziennictwa”, nie różni się niczym od odznaki „Za zasługi w pracy penitencjarnej”: ma kształt okrągłego medalu o średnicy 35 mm, wykonanego w tombaku, odpowiednio patynowanego, posrebrzanego lub pozłacanego. Na awersie umieszczono w otoku napis: „MINISTER SPRAWIEDLIWOŚCI ZASŁUŻONEMU”. a pośrodku, na tle ciemnoczerwonej emalii wizerunek godła państwowego w kolorze srebrnym. W środkowej części rewersu, na tle stylizowanej odznaki Służby Więziennej (pochodnia skrzyżowana z mieczem na tle wieńca z liści dębowych), umieszczony jest w trzech wierszach napis: „PENITENCJA/PRACA, OŚWIATA/KULTURA”.
Odznaka „Za zasługi dla więziennictwa”, tak jak odznaka nadawana od 1996, jest zawieszona na granatowej wstążce o szerokości 35 mm, z czerwono-białym i biało-czerwonym paskiem o szerokości 3 mm na obrzeżach i dwoma białymi paskami o szerokości 4 mm w równych odstępach 7 mm.